# پدرو ریسکو
پدرو ریسکو (انگلیسی: Pedro Riesco؛ زادهٔ ۲۵ اکتبر ۱۹۶۹) بازیکن فوتبال اهل اسپانیا است.
از باشگاه‌هایی که در آن بازی کرده‌است می‌توان به باشگاه فوتبال رئال وایادولید، باشگاه فوتبال رایو وایکانو، و باشگاه فوتبال دپورتیوو لاکرونیا اشاره کرد.